# Nephodia perimede
Nephodia perimede là một loài bướm đêm trong họ Geometridae.